# Marlene Ambo-Rasmussen
Marlene Ambo-Rasmussen (nascida em 14 de março de 1986, em Langeland) é uma política dinamarquesa, membro do Folketing pelo partido político Venstre. Ela tem experiência como assistente de deficiência. Ela foi eleita para o parlamento nas eleições legislativas dinamarquesas de 2019.

## Carreira política
Ambo-Rasmussen concorreu pela primeira vez nas eleições legislativas dinamarquesas de 2015, embora não tenha sido eleita. Recebeu 2.239 votos, o que a levou a ser eleita suplente do Folketing no mandato 2015-2019, embora não tenha sido convocada durante o mandato. Na eleição de 2019, ela recebeu 6.312 votos, o suficiente para lhe garantir uma cadeira no Folketing.